# Begraafplaats van Herchies
De Begraafplaats van Herchies is een gemeentelijke begraafplaats in het Belgische dorp Herchies, een deelgemeente van Jurbeke (Frans: Jurbise). De begraafplaats ligt aan de Route de Lens op ruim 300 m ten noorden van het dorpscentrum (Église Saint-Martin). Ze heeft een rechthoekig grondplan en wordt omgeven door een bakstenen muur. 
Naast een perk met Britse gesneuvelden ligt het graf van Félicien Bernard, een Belgische oorlogsvrijwilliger en krijgsgevangene die deel uitmaakte van de Brigade Piron. Zijn grafzerk is gelijkvormig aan deze van de Britse gesneuvelden.

## Britse oorlogsgraven
Op de begraafplaats staat een gedenkzuil voor 8 Britse gesneuvelden uit de Eerste Wereldoorlog die in een boog voor deze gedenkzuil begraven liggen. Behalve één stierven ze allen op 10 november 1918. Hun graven worden onderhouden door de Commonwealth War Graves Commission en staan er geregistreerd onder Herchies Communal Cemetery.